# Bragging Rights (2009)
Bragging Rights (2009) foi o evento inaugural Bragging Rights de luta profissional pay-per-view (PPV) produzido pela World Wrestling Entertainment (WWE). Foi realizado para lutadores das divisões de marca Raw e SmackDown da promoção. O evento aconteceu em 25 de outubro de 2009, na Mellon Arena em Pittsburgh, Pensilvânia. O Bragging Rights substituiu o evento anual anterior da WWE, o Cyber Sunday. Seis partidas foram destaque no card.
O conceito do show foi baseado em uma série de lutas interpromocionais para "bragging rights" entre lutadores das marcas Raw e SmackDown, com um Troféu Bragging Rights concedido à marca que ganhou o maior número de lutas da série - embora uma luta pelo Campeonato da ECW ocorreu como um dark match antes do show, a marca ECW não estava envolvida na competição de marcas. As lutas incluíram o campeão dos Estados Unidos do Raw, The Miz, derrotando o campeão intercontinental do SmackDown, John Morrison, o time do SmackDown de Michelle McCool, Beth Phoenix e Natalya derrotando o time do Raw de Melina, Kelly Kelly e Gail Kim, e o time do SmackDown de Chris Jericho, Kane, R-Truth, Matt Hardy, Finlay, Tyson Kidd e David Hart Smith derrotando a equipe do Raw de Triple H, Shawn Michaels, Big Show, Cody Rhodes, Jack Swagger, Kofi Kingston e Mark Henry. A marca SmackDown ganhou o troféu Bragging Rights com duas vitórias a uma do Raw.
O show também continha duas partidas do campeonato mundial televisionadas. No evento principal, John Cena derrotou Randy Orton em uma partida Anything Goes Iron Man para ganhar o Campeonato da WWE. Na outra luta pelo campeonato mundial, The Undertaker derrotou CM Punk, Rey Mysterio e Batista em uma luta Fatal Four-Way para manter o World Heavyweight Championship.

## Antes do evento
Depois de perder o WWE Championship para Randy Orton no Hell in a Cell, John Cena desafiou o mesmo para uma Iron Man match no Bragging Rights. Caso Cena perdesse, ele deveria deixar o Raw.
Após uma polêmica luta no Breaking Point contra The Undertaker, CM Punk reteve o World Heavyweight Championship. No Hell in a Cell, Undertaker derrotou Punk, tornando-se o campeão. A primeira defesa de título de Undertaker acontecerá no Bragging Rights, numa Fatal Four-Way, entre ele, Punk, Batista e Rey Mysterio.
Para ganhar vagas no time do Raw no main event, The Big Show derrotou seu parceiro Chris Jericho por count out em uma luta qualificatória. Cody Rhodes derrotou Cena e Ted DiBiase em uma Triple Threat match, também ganhando uma vaga no time. Nas outras lutas qualificatórias, Jack Swagger derrotou Montel Vontavious Porter e Kofi Kingston derrotou Evan Bourne. A última vaga foi decidida no WWE Superstars onde Mark Henry derrotou Chris Masters.

## O evento

### Lutas Preliminares
A primeira luta da noite foi entre o United States Champion The Miz(representante do Raw) e o Intercontinental Champion John Morrison(representante do SmackDown). Sempre mantendo o equilíbrio foi uma luta de muita agilidade, onde Miz teve uma leve vantagem e conseguiu pinar Morrison após derrubá-lo de cima da terceira corda, enquanto este tentava aplicar um Starship Pain.
A segunda luta da noite foi mais um confronto entre SmackDown e Raw. Desse vez foi uma 6-diva Tag Team Match entre Michelle McCool, Beth Phoenix e Natalya(representantes do SmackDown e Melina, Kelly Kelly e Gail Kim(representantes do Raw. Em uma luta com muitas manobras ágeis de ambos os lados e volta e meia algumas interferências, o time da Brand azul conseguiu a vitória após um Glam Slam de Phoenix em Melina.
A terceira luta da noit foi um Fatal-four-way World Heavyweight Championship Match entre o campeão The Undertaker, Batista, CM Punk e Rey Mysterio. Os quatro participantes da luta se revesaram em bons momentos, mas a superioridade era de Taker e de Batista. Em cer momento Batista nocauteou Taker com um BatistaBomb, mas teve que lutar com Mysterio para decidir quem faria o pin, nessa luta Batista levou a melhor e nocauteou Punk e Rey de uma vez só, sobrando apenas ele e o campeão no ringue. Taker aplicou um Chokeslam e um Tombstone em Batista pinando-o em seguida. Após a luta Batista atacou Mysterio.

### Pré Main-Event
A quarta luta da noite foi entre 7 lutadores do Raw (DX (Triple H e Shawn Michelas) (co-capitães), Big Show, Kofi Kingston,Cody Rhodes, Mark Henry e Jack Swagger) contra 7 lutadores da SmackDown (Chris Jericho e Kane (co-capitães), R-Truth, Matt Hardy,Finlay e The Hart Dynasty (Tyson Kidd e David Hart Smith)). Com o Team SmackDown sempre levando vantagem o Brand Vermelha tinha apenas vagos momentos bons. A luta continuava normalmente até que ouve uma verdadeira Browl no ringue e todos os lutadores foram para fora do ringue, com exceção de Chris Jericho, Kofi Kingston e Big Show. Este último aplicou um Chokeslam em Kofi e um KO Punch em Triple H. com todos os lutadores nocauteados Jericho fez o pin em Kingston, dando a vitória ao Team SmackDown.
No vestiário, após a luta, Cody Rhodes atacou Kofi Kingston, culpando-o pela derrota de seu time.

## Resultados
| #                              | Lutas | Estipulação                                                           | Tempo        |
| ------------------------------ | --- | --------------------------------------------------------------------- | ------------ |
| Dark                           | Christian (c) derrotou Paul Burchill | Luta individual pelo ECW Championship                                 | Desconhecido |
| 1                              | The Miz derrotou John Morrison | Luta individual                                                       | 10:54        |
| 2                              | Divas do SmackDown (Michelle McCool, Beth Phoenix e Natalya) derrotaram Divas do Raw (Melina, Kelly Kelly e Gail Kim) | Luta de eliminação de trios                                           | 06:54        |
| 3                              | The Undertaker (c) derrotou CM Punk, Batista e Rey Mysterio | Luta Fatal 4-Way pelo World Heavyweight Championship                  | 09:55        |
| 4                              | Time SmackDown (Chris Jericho (co-capitão), Kane(co-capitão), R-Truth, Matt Hardy, The Hart Dynasty (Tyson Kidd e David Hart Smith) e Finlay) derrotou Time Raw (D-Generation X (Shawn Michaels e Triple H) (co-capitães), Big Show, Cody Rhodes, Jack Swagger, Kofi Kingston e Mark Henry) | Luta de eliminação de septetos                                        | 15:34        |
| 5                              | John Cena derrotou Randy Orton (c) (6-5) - Cena derrotou Orton por submissão (03:53). - Orton derrotou Cena (08:59) - Cena e Orton derrotaram um ao outro (16:58) - Cena derrotou Orton (19:22) - Orton derrotou Cena (20:39) - Orton derrotou Cena (25:08) - Cena derrotou Orton (32:43) - Orton derrotou Cena (35:02) - Cena derrotou Orton (50:44) - Cena derrotou Orton por submissão (59:55) | Luta Iron Man de 60 minutos; Se Cena perdesse, teria que deixar o Raw | 60:00        |
| (c) - Campeões antes das lutas | |                                                                       |              |